# Aur
Aur (auch Aurh, Traversey- oder Ibbetsoninseln genannt) ist ein Atoll in der Ratak-Kette der Marshallinseln. Es liegt südlich des Maloelap-Atolls und weist eine Landfläche von 5,62 km² bei einer Lagunenfläche von 239,78 km² auf. Die 80 m tiefe Lagune hat zwei schiffbare Passagen zum Meer.
Auf dem Atoll leben 317 Menschen (Stand 2021). Die Insel hat ein kleines Flugfeld für regionale Flüge (IATA-Flughafencode: AUL). Die Bewohner leben vom Anbau von Kokosnüssen.

## Geschichte
Aur wurde vom zusammen mit dem Rest der Marshallinseln im Jahr 1884 vom Deutschen Reich beansprucht und mit der Flaggenhissung auf der Insel Jaluit in Besitz genommen. 1906 wurden die Inseln offiziell Teil der deutschen Kolonie Deutsch-Neuguinea. Während der Kolonialzeit wurden Aur und das 20 km nördlich benachbarte Maloelap Atoll als Calvertinseln bezeichnet.
Im Ersten Weltkrieg besetzte das Japanische Kaiserreich die Inseln, die nach dem Krieg zum Japanischen Südseemandat gehörten. Ende des Zweiten Weltkriegs geriet Aur als Teil des Trust Territory der Pazifikinseln unter die Kontrolle der Vereinigten Staaten. Es wurde 1986 Teil der unabhängigen Republik der Marshallinseln.